# Flistad, Skövde kommun
Flistad är kyrkbyn i Flistads socken i Skövde kommun. Mellan 1990 och 2020 avgränsade SCB här en småort. 
I byn ligger Flistads kyrka som härrör från medeltiden. En kilometer väster om Flistad ligger sjön Östen.